# 懷特羅克鎮區 (堪薩斯州萊恩縣)
懷特羅克鎮區（英語：White Rock Township）是位於美國堪薩斯州萊恩縣的一個行政鎮區。

## 地方資料
懷特羅克鎮區的面積為207.53平方千米，當中陸地面積為207.49平方千米，而水域面積為0.04平方千米。根據2010年美國人口普查的數據，當地共有人口18人，而人口密度為每平方千米0.09人。

## 外部連結
- US-Counties.com
- City-Data.com （页面存档备份，存于）